# Teufel (Adelsgeschlecht)

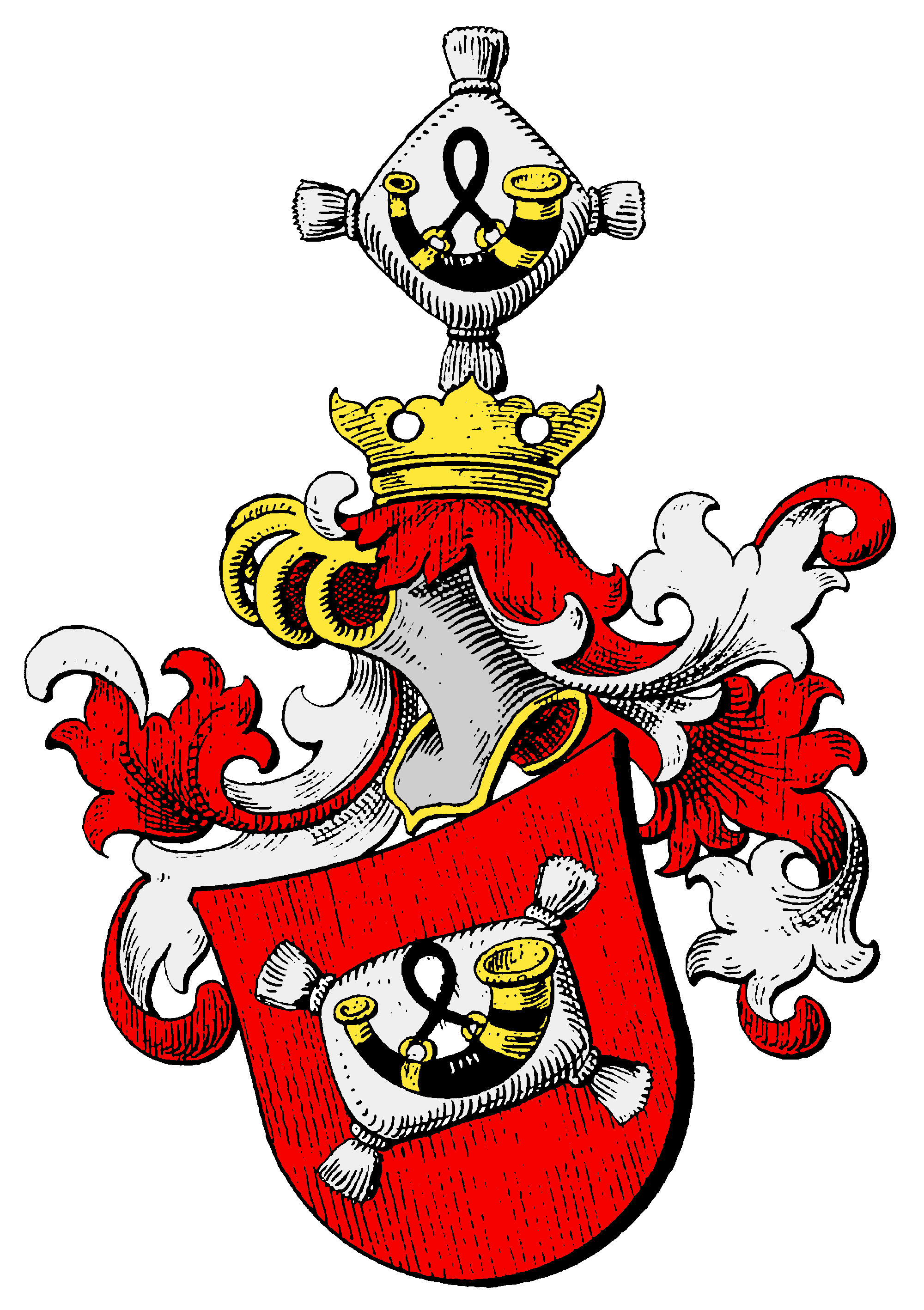
Stammwappen derer von Teufel in Siebmachers Wappenbüchern

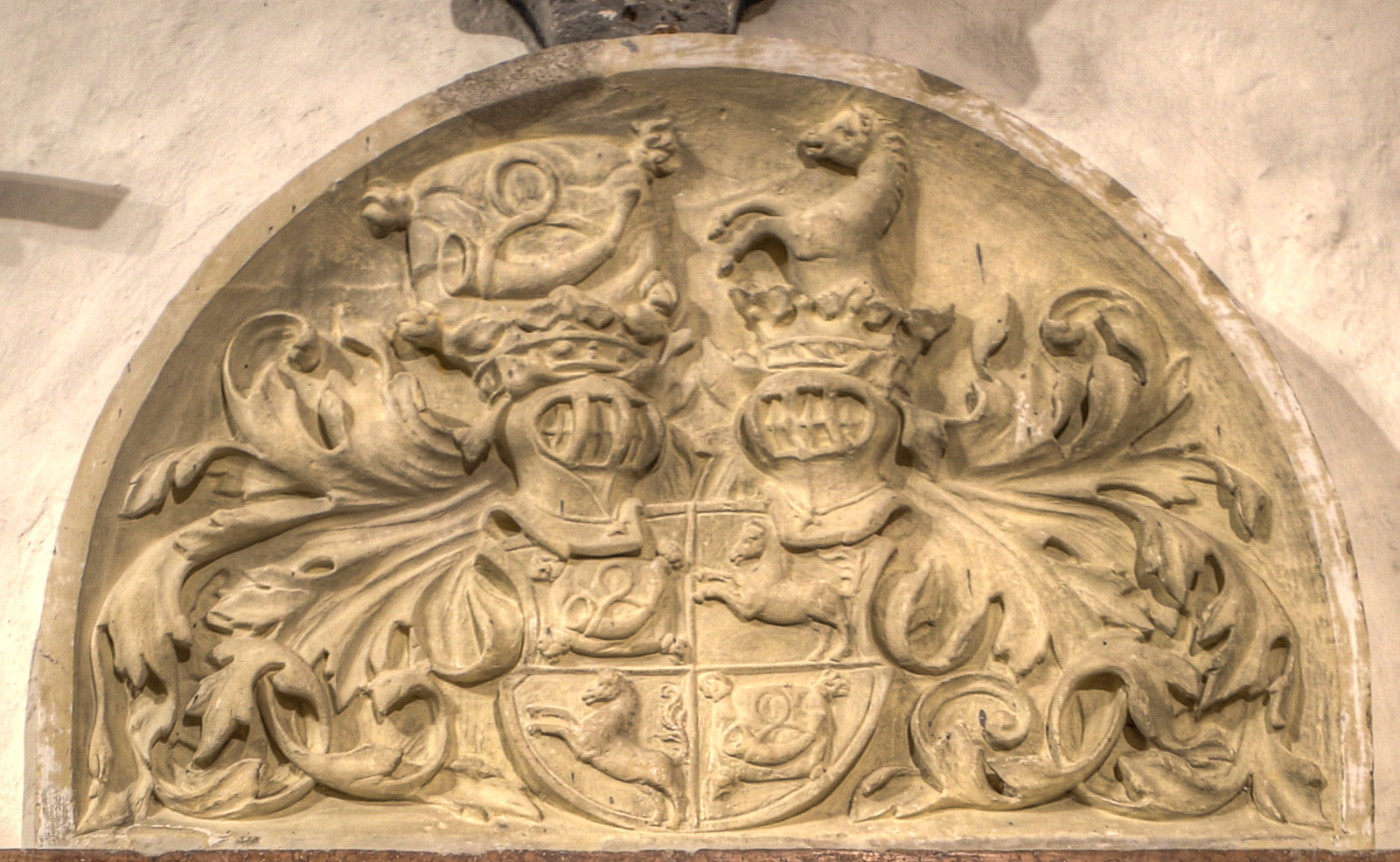
Wappen über dem Epitaph des Erasmus von Teufel † 1552 in der Filialkirche Winzendorf

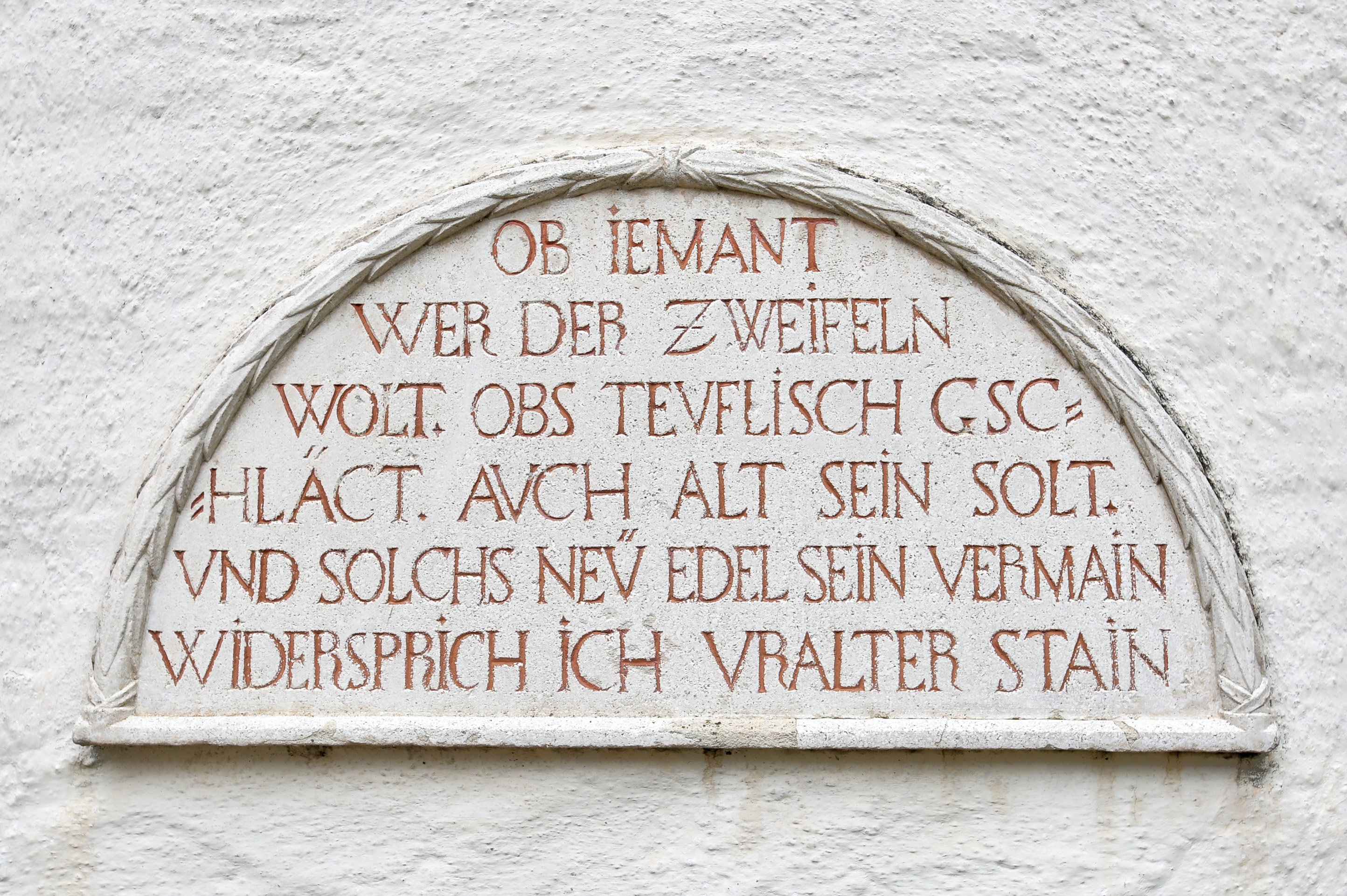
Inschrift zum Alter der Familie Teufel an der alten Winzendorfer Kirche, 16. Jahrhundert. Etwa: „Wenn jemand zweifeln sollte, dass das Teuflische Geschlecht nicht alt ist und glaubt, dass es neuadelig sei, diesem widerspreche ich uralter Stein.“

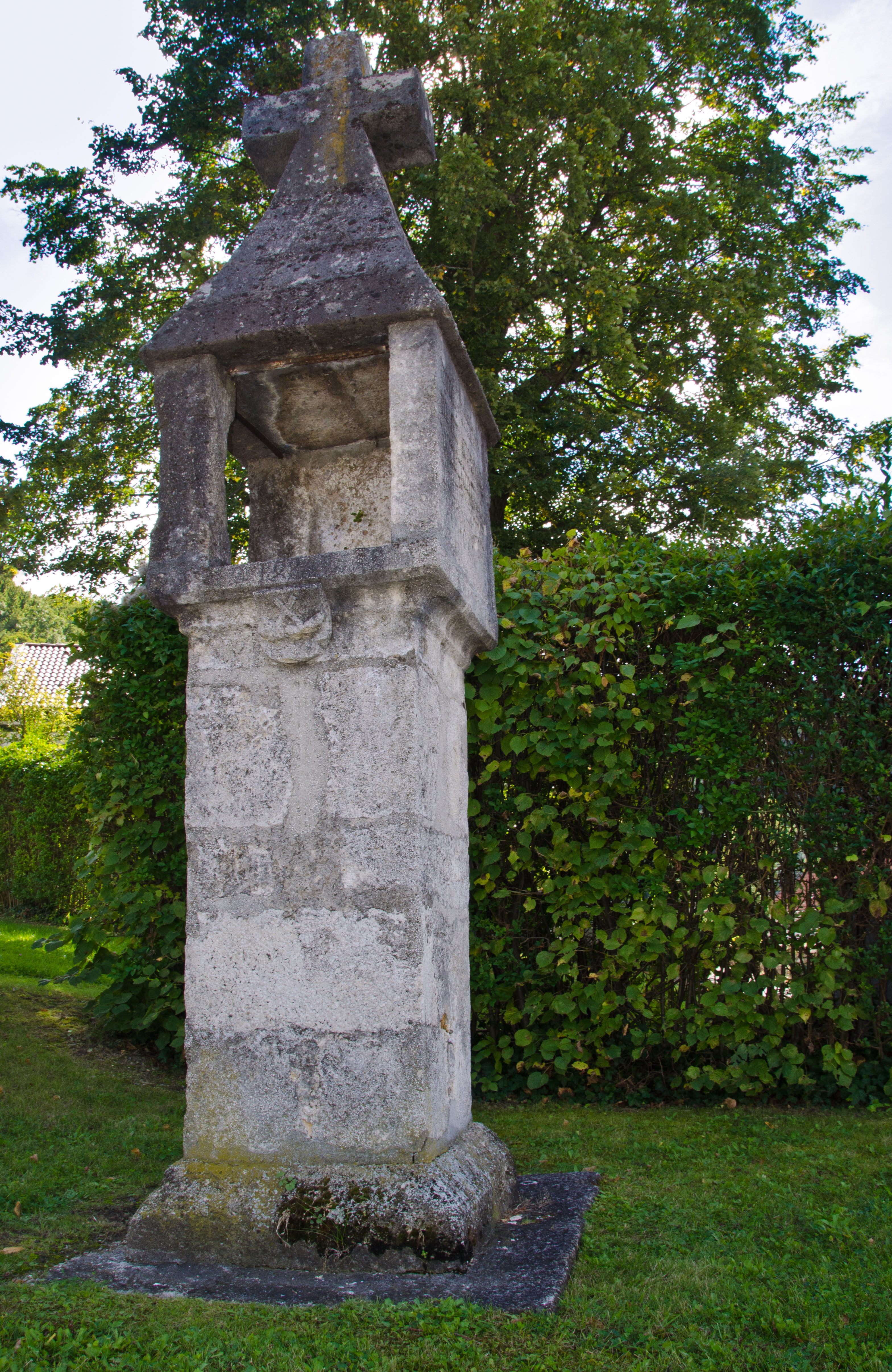
Bildstock des Wolfgang Teufel von 1481, Pfleger auf Pitten

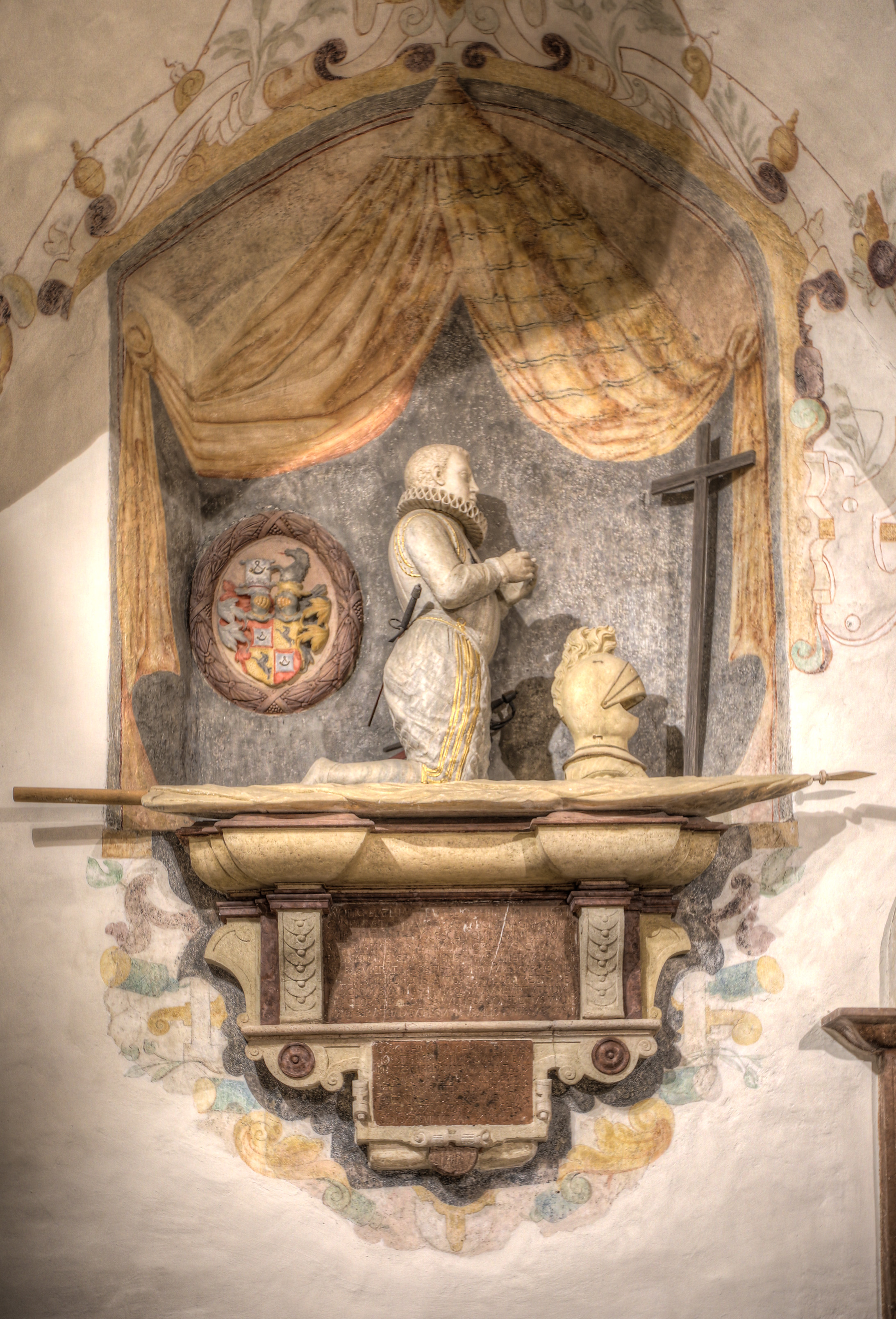
Epitaph Wolf Mathias Teufel gefallen 1587 in Krakau

Teufel ist der Name eines uradeligen österreichischen Adelsgeschlechts im Freiherrenstand (ab 1566), welches in der Gegend um Winzendorf in Niederösterreich seinen Ursprung hatte und sich anfangs nach diesem Ort, später nach Guntersdorf benannte. In der zweiten Hälfte des 16. Jahrhunderts hat sich die Familie weitgehend dem Protestantismus angeschlossen. In den 1570er Jahren waren Familienmitglieder bei ihren Kavalierstouren, den Bildungsreisen der junger adeligen Männer, bevorzugt in Italien und haben beeindruckt von den dortigen Renaissance-Denkmälern außergewöhnliche Epitaphien in der alten Winzendorfer Kirche beauftragt. Um diese Zeit entstanden drei Linien, jene von Pitten-Frohsdorf, von Linie Enzersdorf-Gundersdorf und von Gars-Eckartsau. Diese Generation der in den 1510er Geborenen wurde in den Freiherrnstand erhoben, obwohl sie überzeugte Protestanten der zweiten Generation waren. Der Glaube war um diese Zeit noch kein Hindernis für herausragende staatliche und militärische Karrieren. Spätere Generationen der Teufel konvertierten wieder zum Katholizismus. Die protestantischen Familienmitglieder konnten in der aufkommenden Gegenreformation (Dreißigjähriger Krieg) keine bedeutenden Ämter mehr erlangen. Der letzte Teufel, Otto Christoph Teufel auf Gundersdorf, sah sich gezwungen im Greisenalter ins protestantische Sachsen auszuwandern. Im Jahre 1690 ist das Geschlecht in der männlichen Linie erloschen.
Das Geschlecht ist nicht zu verwechseln mit den bayerischen und badischen Teuffel von Birkensee oder den Spätmittelalterlichen Würzburger und Nürnberger Patrizier Teufel.

## Geschichte

### Abstammung

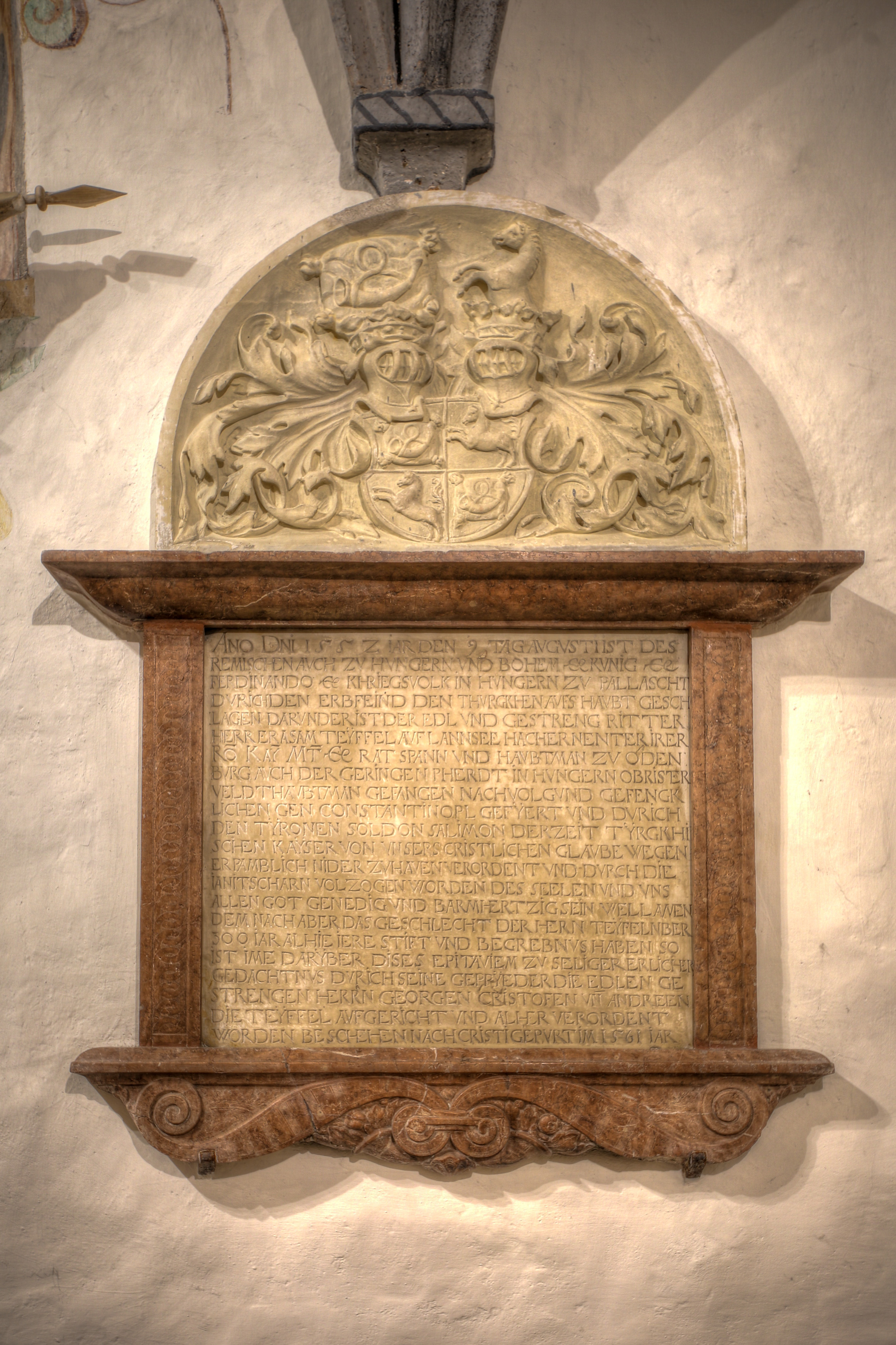
Epitaph des Erasmus von Teufel † 1552 in Konstantinopel

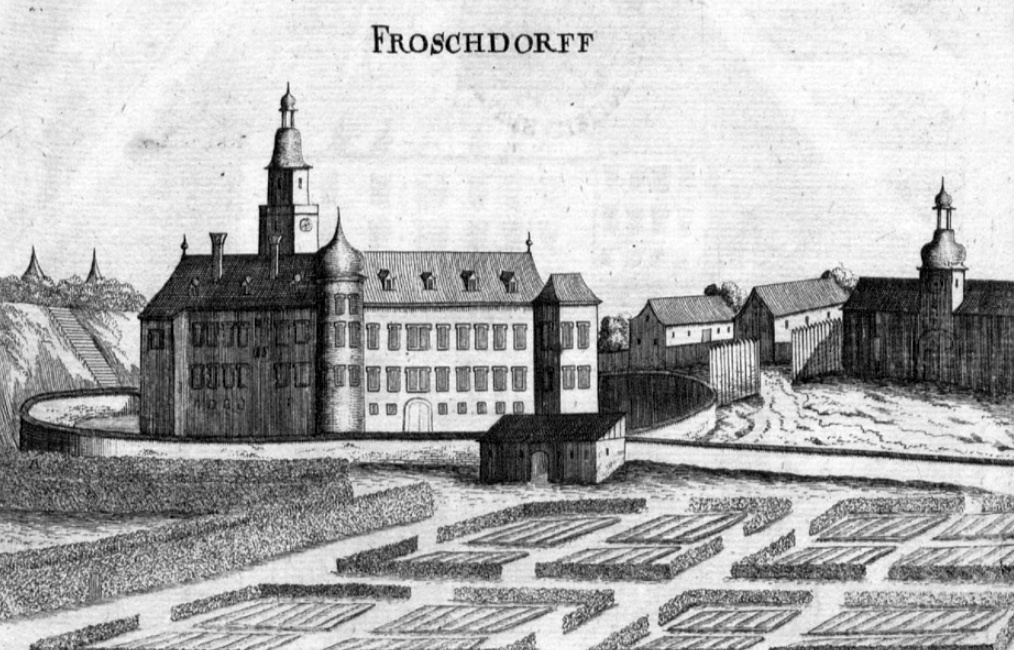
Schloss Frohsdorf um 1672

Die Familie der Teufel (alternative Schreibweisen Teuffel, Teüfl, Teufl) waren vermutlich ursprünglich Lehensleute oder Dienstmannen der Herren von Stubenberg, die vermutlich im 13., auf alle Fälle aber im 14. Jahrhundert Eigentumsrechte über Untertanen in Winzendorf am Steinfeld hatten und sich nach diesem Ort benannten. Für Vorfahren aus der Familie der Teuffel (von Pirkensee) gibt es, wie schon im 18. Jhdt. vermutet, bisher keine Hinweise, zumal sich die Wappen grundlegend unterscheiden. 940 wird bereits ein Wolff Teuffel, Hauptmann unter dem Bayernherzog Berthold erwähnt, der diesen bei den Ungareinfällen unterstützte. Siebmacher kann das Geschlecht bis 1274 zu einem Otto Teufel auf Prunsleinsdorf zurückverfolgen. Ein Inschriftenstein auf der Außenwand der Winzendorfer Kirche bringt den ganzen Stolz des alten Rittergeschlechts der Teufel zum Ausdruck: „Ob iemant / Wer der zweifeln / Wolt. obs tevflisch Gsc= / =hläct. avch alt sein solt. / vnd solchs neü / edel sein vermain / widersprich ich vralter stain.“ Am Gedenkstein für Wolfgang Teufel, gefallen 1587, heißt es, dass „die Teufel per 300 Jahr allhier [Winzendorf] ihre Stift und Begräbnis haben.“ Ottos Sohn war Markus Teuffel (* vor 1298), verheiratet mit Ayrha Teuffel, die die Eltern von Johann Teuffel (* vor 1320) waren, der mit Ursula Teuffel geb. Vobersch verheiratet war. Johanns Sohn hieß Marquard Teuffel (*~1325~1385) und war mit Kunegunda Teuffel geb. Doss verheiratet. Um 1317 ist von einem Otto mit einem Sohn selben Namens im Zusammenhang mit Prinzersdorf (bei St. Pölten) die Rede. Vielleicht ein Bruder von Marquard. Marquards Nachfahren waren Albrecht Teuffel (*~1325~1385) verheiratet mit Wandula Teuffel geb. Schneidpeck. Die folgenden Generationen waren Otto Teufel verheiratet mit Brigida Teuffel geb. von Flamming (*~1360~1420) und Johann Teuffel (*~1395~1455), verheiratet mit Elisabeth Teuffel geb. Leysser. In einer Urkunde des Stifts Lilienfeld wird am 8. Jänner 1387 ein „Hanns der Teufel von Wynssendorf“ (Winzendorf) als „erber chnecht“ genannt. In zehn weiteren Urkunden werden Mitglieder des Geschlechts bezüglich Besitzungen in den Pfarren Ramsau und Hainfeld genannt.
Jener „Hanns“ oder Jans der Teufel wird von Siebmacher auf „Wiesendorf“ und Dreistetten genannt. Ein Nachfahre von Hanns Teufel von Winzendorf war Albrecht Teuffel (* ~1405~1465) verheiratet mit Helena Teuffel geb. von Enzerstorff. Sein Sohn war vermutlich Benedikt Teuffel (* vor 1476) dessen Gemahlin Margaretha Teuffel geb. Harrasser von Harras war.

### Pitten und Krottenhof in Frohsdorf
Die Wohnsitze der Familie Teufel lagen im Hochmittelalter im Bereich Lilienfeld, Hainfeld, Dreistetten und Winzendorf. Konkret identifizieren lassen sie sich nicht. Die Winzendorfer Kirche im damaligen Weinbauort war vermutlich ab der 2. Hälfte des 13. Jahrhunderts die Begräbnisstätte. Die ältesten zuordenbaren Familiensitze liegen ca. 12 km entfernt am südlichen Rand des Steinfeldes in Pitten und Krottendorf, später Froschdorf, heute Frohsdorf. Dort wurde 1514 der Krotenhof gekauft, der im Zuge der ersten Türkenbelagerung Wiens im Jahr 1529 fast vollständig abbrannte. 1547–1550 wurde auf Resten des Krotenhofs das Schloss Frohsdorf, damals als bewehrtes Renaissanceschloss mit Wassergraben errichtet.
Wolfgang Teuffel (nach 1476) war mit Dorothea Teuffel geb. von Ludmannsdorf verheiratet und ihr Sohn Wolfgang Teuffel (nach 1481) mit Anna Teuffel geb. Klingenbrunner (~1415~1475) Wolfgang hat im ersten Jahr seiner Pflegschaft in Pitten, 1481, ein Marterl aus Stein errichten lassen, das immer noch steht und die älteste nichturkundliche Erinnerung an die Teufel ist. Es zeigt sein Wappen, ein Schild mit Jagdhorn, das auf einem Siegel erstmals ab 1362 nachweisbar ist.
Um 1500 lebte ein Johann Teufel, Burggraf in Stein, dessen Sohn Leonhard erzherzoglich österreichischer Jägermeister war.
Mathäus Teufel auf Krottendorf (~1480–1552) war der Sohn von Wolfgang und Anna. Er kauft das eher kleine Gut Krottendorf (Frohsdorf) 1514 von „Vitztumb Lozenz Sauer“. Es wurde ihm am Lichtmesstage des Jahres von Kaiser Maximilian I. verliehen. Im Jahr 1529 brannte das Herrenhaus im Zuge der Ersten Wiener Türkenbelagerung fast vollständig ab und wurde von Matthias Teufel wieder aufgebaut. Er galt als ein angesehenes Mitglied des Ritterstandes, zu finden als Gesandter in Linz oder am Landtag zu Wien 1540. Zur religiösen Einstellung von Matthäus und seiner Frau Apollonia Mallinger (*~1483) sowie des ältesten Sohnes Erasmus liegen keine Informationen vor.

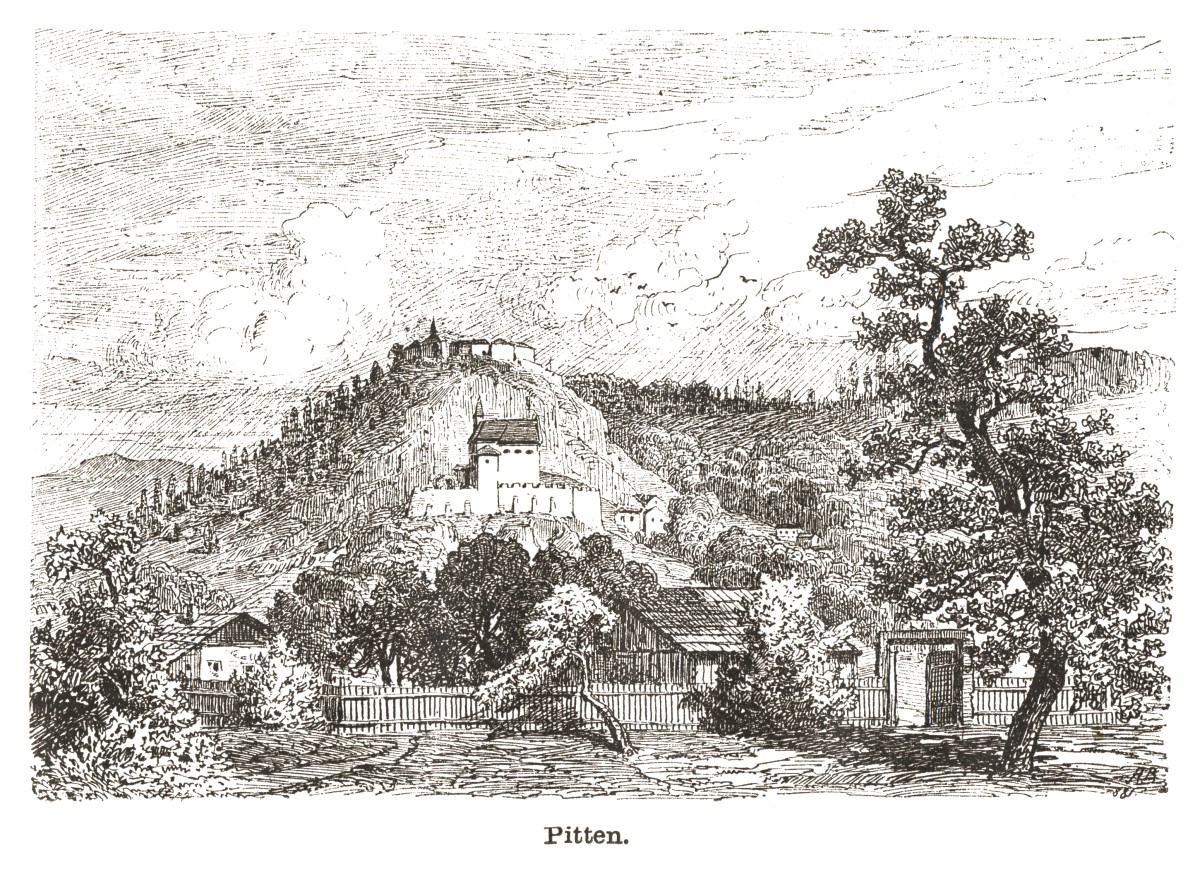
Pitten 1882

Der älteste Sohn Erasmus von Teufel, Offizier in Habsburger Diensten, starb nach einer beachtlichen militärischen Laufbahn um 1552 in Konstantinopel als gefangener Befehlshaber im Ersten österreichischen Türkenkrieg. Mit den jüngeren Söhne von Matthäus teilen sich die Teufel in drei Linien. Christoph wurde der Begründer der Linie Pitten-Frohsdorf, Andreas der Linie Enzersdorf-Gundersdorf und Georg der Ältere der Line Gars-Eckartsau. 1566 wurden die drei Brüder, allesamt in kaiserlichen Diensten, von Maximilian II in den Freiherrenstand erhoben und in den niederösterreichischen Herrenstand aufgenommen. Zu dieser Zeit waren sie gemeinsam die Besitzer von Guntersdorf. Im Gültbuch von 1559–79 heißt es: „Der Anndre Teuffel etc. von wegen Gunderstorff iiiP CP xviii t iii ß d i h/ Ist hieuor im herrn Stanndt eingeschriben worden“.

### Linie Pitten-Frohsdorf

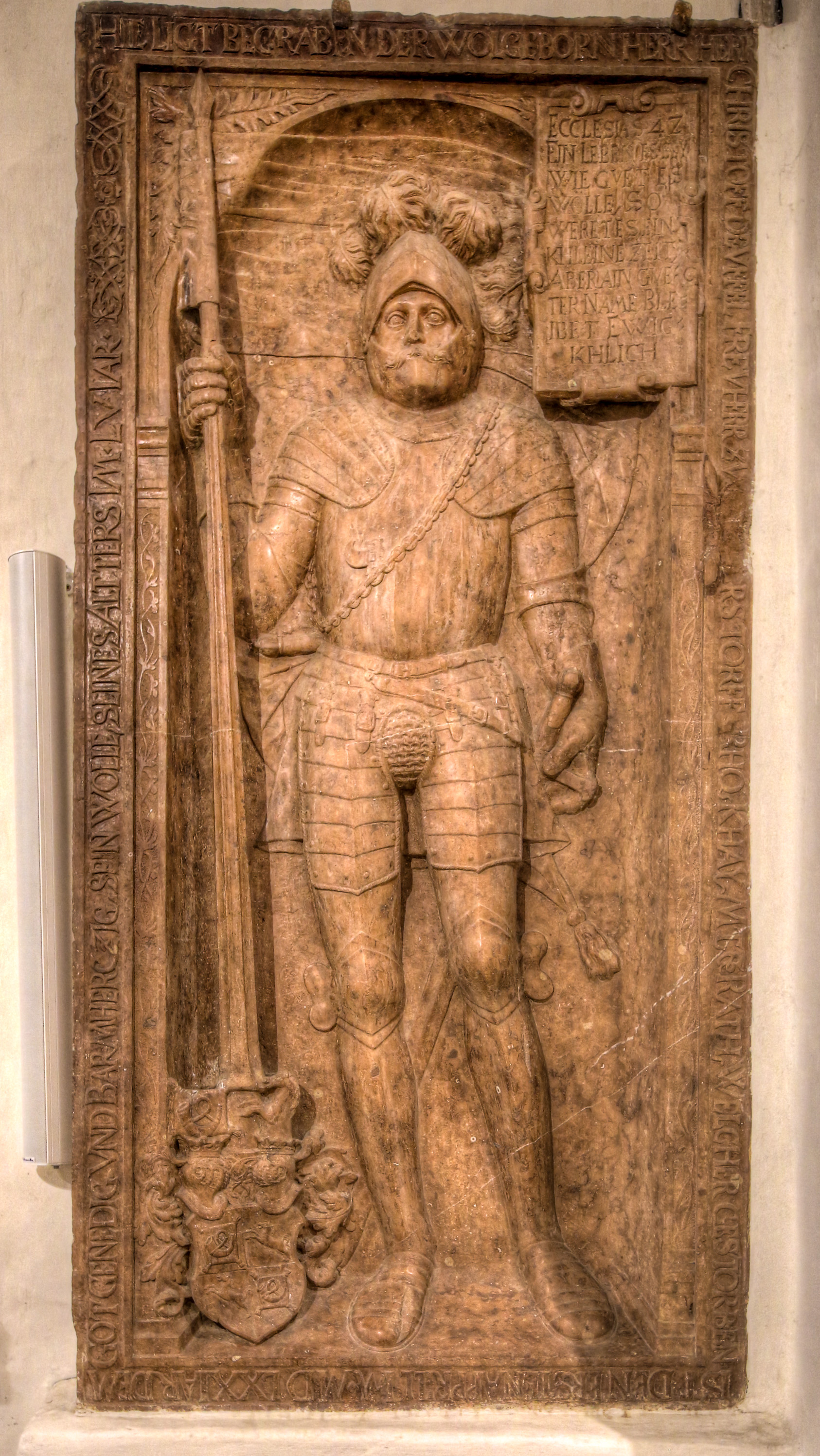
Epitaph des Christoph Teufel († 1570)

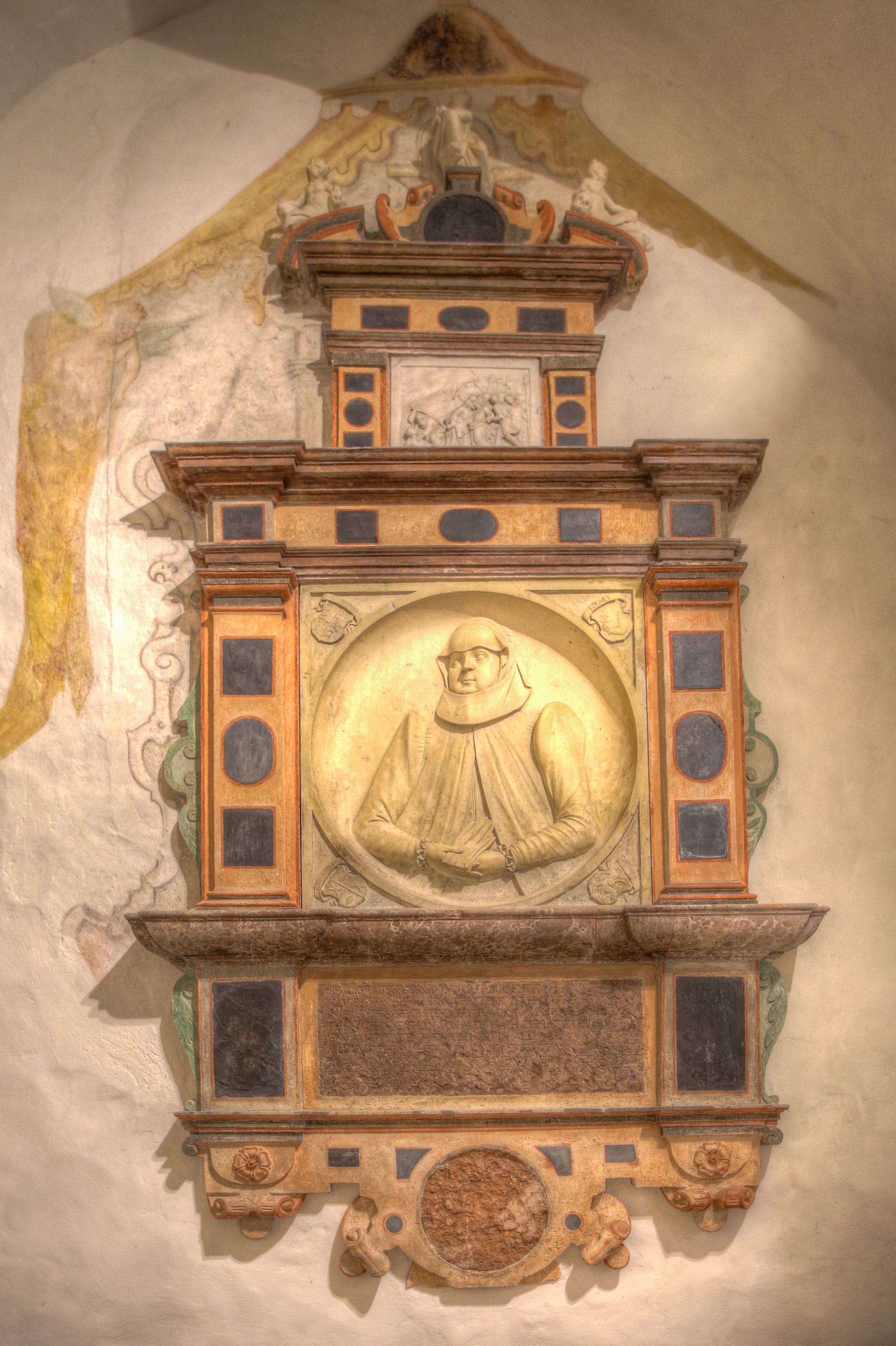
Epitaph der Susanna Teufel geb. Weispriach (1528–1590)

Begründer dieser Linie war der zweite Sohn von Matthäus, Christoph Teufel Freiherr zu Guntersdorf (1515–1570), Erbe von Pitten und Schloss Frohsdorf (Krottendorf). Die Herrschaften dieser Linie liegen fast ausschließlich in der Nähe des Steinfeldes. Christoph war „Verordneter des Ritterstandes, Oberproviantkommissär (Aufsichtsbeamter über das Proviantwesen) für das Ungarland und Kaiserlicher Rat“. Er ist in Lebensgröße, geharnischt, bewaffnet und der „goldenen Gnadenkette“, einer kaiserlichen Auszeichnung, auf seinem Epitaph in der Winzendorfer Kirche dargestellt. Charakteristisch für protestantische Grabdenkmäler dieser Zeit waren Inschriftentafeln mit vielen biographischen Details, eine Dokumentation der Genealogie oder eine figürliche Darstellung zur Vergenwärtigung der Verstorbenen.
Christoph ehelichte 1547 die sehr vermögende Susanna von Weißpriach (1528–1590), Tochter des Johann von Weisspriach (Österreichischer Uradel) und der Barbara Lonyay von Nagy-Lonya und Vasaros-Nameny. Dank Susannas Mitgift konnte er dem Kaiser 20.000 Gulden vorstrecken, eine Summe, die den damaligen Wert von Krottendorf und der Pfandherrschaft Güns (heute Kőszeg) weit überstieg.

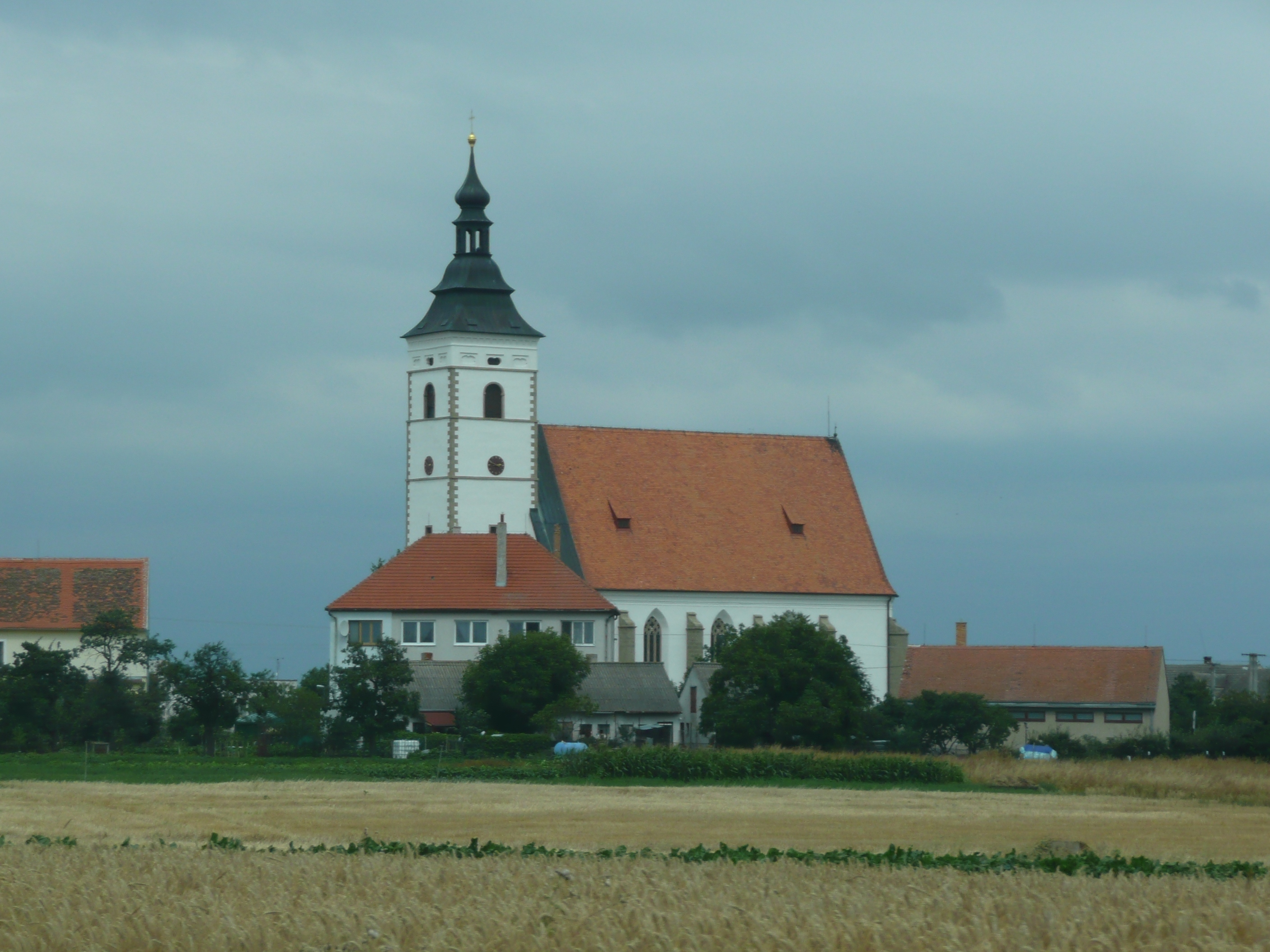
Evangelische Kirche in Běhařovice erbaut von Georg Christoph in den 1590er Jahren.

Susannas Epitaph, ebenfalls in Winzendorf ist eine plastische Darstellung der Verstorbenen aus Kelheimer Marmor und zeigt sie mit halbem Leibe, am Kopf ein Tuch zu einem Gugl gebunden, in der Hand ein Paar Handschuhe als Zeichen von Vornehmheit und Reichtum. Durch ihren großen Grundbesitz und Barvermögen, sie war die Letzte ihres Geschlechts und die Erbtochter der Herren von Weißpriach, erhöhte sich das Vermögen der Teufel beträchtlich.
Sie erbte Guntersdorf, das Gut Katzelsdorf und kaufte 1590 die Veste Pütten (Pitten). Sie und ihr Gatte waren eifrige Protestanten, zogen 1560 das Kloster zu Katzelsdorf ein, vertrieben die Mönche und gründeten dort eine evangelische Schule. Nach 1570, als Witwe und Grundherrin, benutzte sie ihr Patronatsrecht in Winzendorf, um alle 14 Tage lutherisch predigen zu lassen und den katholischen Glauben zurückzudrängen. Auch in den ihr zustehenden Pfarren Maria Laach und Aggsbach setzte sie protestantische Pfarrer ein. Im Zuge der Gegenreformation wurde diese Linie um 1600 wieder weitgehend katholisch. Unter Christoph begann der Umbau der Reste des Krotenhofs zum bewehrten Renaissanceschloss Frohsdorf.

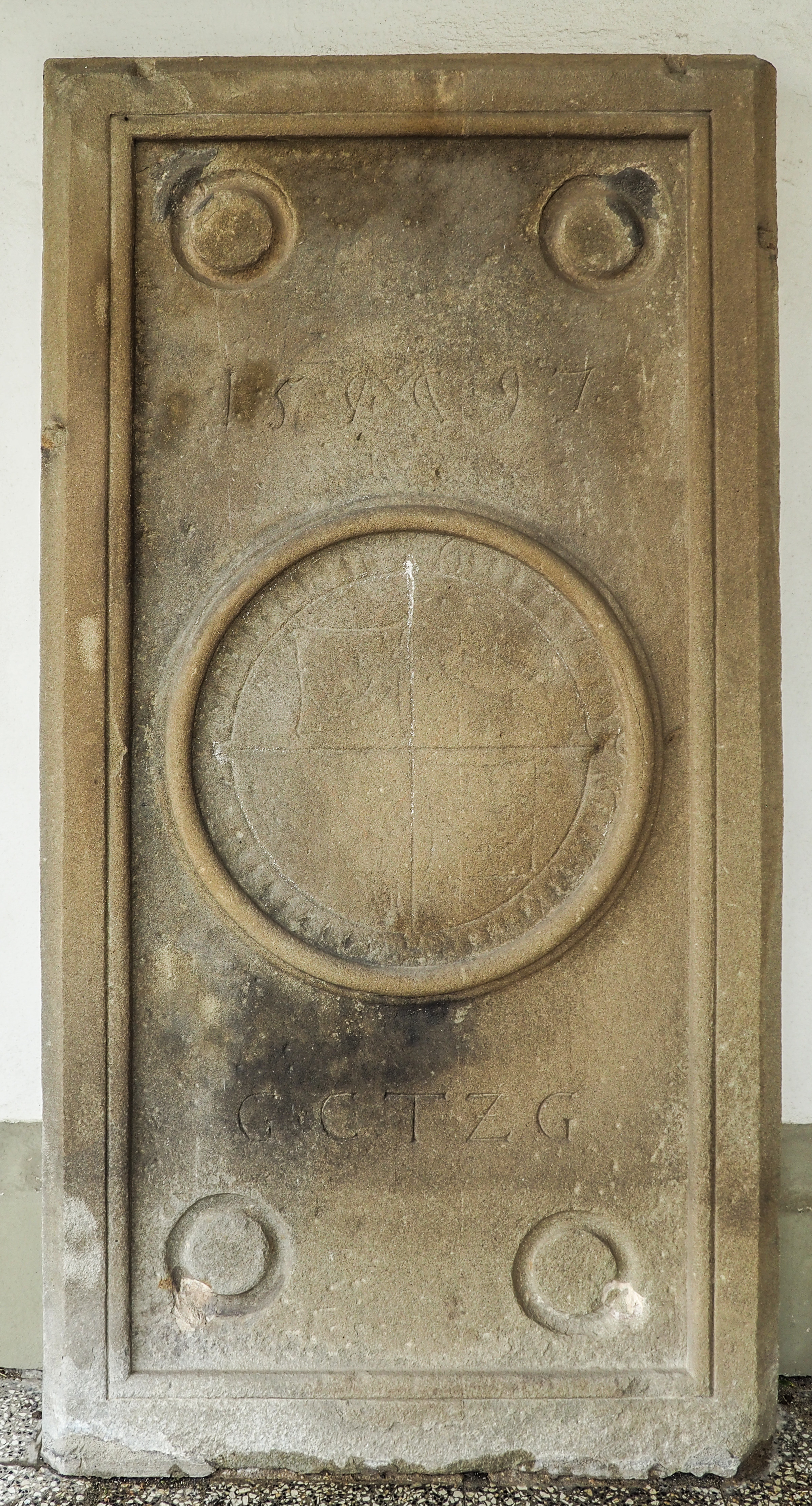
Grabplatte von Georg Christoph in Běhařovice

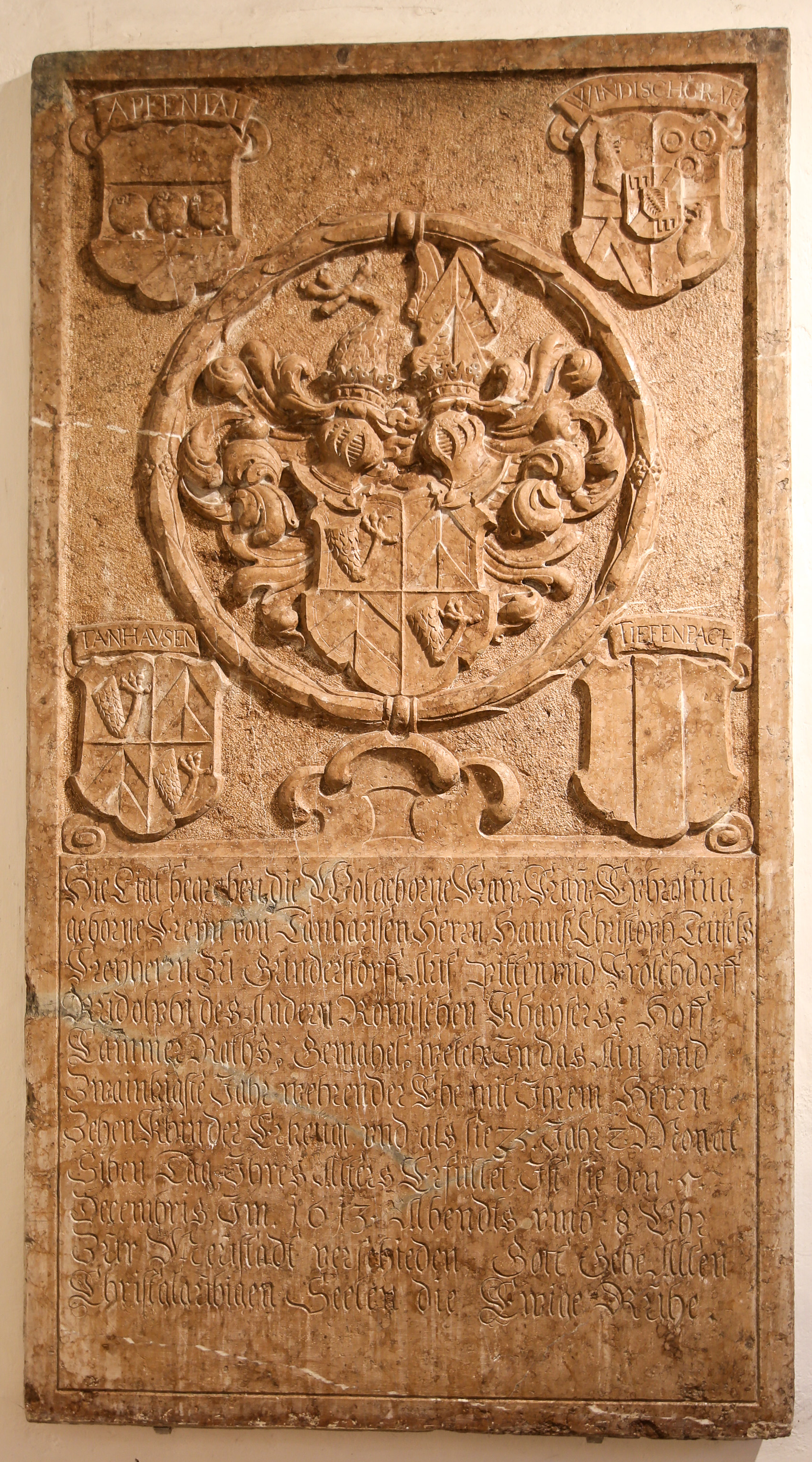
Epitaph der Maria Euphrosina Teufel geb. Freiin von Thannhausen (1578–1613)

Christoph und Susanna hatten neuen Kinder, vier davon Söhne. Der älteste war Johann Christoph Teufel Freiherr zu Gundersdorf (1567–1624) der bei seinem Auslandsstudium (Kavalierstour) in Bologna und Siena war. Später ist er bis nach Persien gereist. Man rühmte ihn als einen „der besten Kenner des Morgen- und Abendlandes.“ Von seinen Reisen gibt es detaillierte Aufzeichnungen. Sein wichtigster Begleiter war Georg Christoph Fernberg, der Onkel des ersten österreichischen Weltumseglers Christoph Carl Fernberger. Vom Tod seiner Mutter erfuhr Johann in Aleppo in Syrien, worauf er sich auf den Weg in die Heimat machte, um sein Erbe anzutreten. Als Burggraf und Schlosshauptmann zu Wiener Neustadt war er 1606 an den Friedensverhandlungen mit der Türkei beteiligt und ab 1607 Rat der Hofkammer. Er war der Erbauer des 140 m tiefen Brunnens auf Schloss Pitten. Er stiftete einen hölzernen Epitaph für seinen Vater in der Kirche in Winzendorf, der neben dessen Grabstein angebracht war. Aus Platzgründen, man baute 1840 eine Kanzel, wurde die Holztafel vom Pfarrer an einen Winzendorfer Bauern verkauft, der das Epitaph zu einem Türstock verarbeitete. Im Jahr 1609 konvertierte Johann Christoph zum katholischen Glauben und errichtete die noch heute bestehende Schlosskapelle in Frohsdorf, die 1613 von Alfons Requensens y Fendlet, dem ersten Weihbischof von Wien, geweiht wurde. Durch seinen Religionswechsel verlor Winzendorf seine Bedeutung als Begräbniskirche der Teufel. Er ist im heutigen Redemptoristenkolleg Katzelsdorf begraben, wo seine Mutter ihre zwanzigjährige Witwenzeit verbracht hatte.
Seine Frau Maria Euphrosina Teufel (1578–1613), Freiin von Thannhausen, die 1613 verstarb, wurde noch in der damals protestantischen Winzendorfer Kirche begraben. Das Epitaph mit Inschrift zeigt vier Wappen, die Geschlechter von Apfental, Windischgrätz, Tieffenbach und die Thannhausen als zentrales Motiv in der Mitte. Im Text hervorgehoben werden die stundengenauen Sterbedaten, die Anzahl der Kinder und die Tugendhaftigkeit der Verstorbenen.
Im Zuge der Winzendorfer Kirchenrestaurierung Ende der 1980er Jahre gab es eine anthropologische Begutachtung der in und um die Kirche geborgenen menschlichen Skelettreste. Dabei wurden die Gebeine der Familie Teufel, vorgefunden in einer Kupferkiste, detailliert untersucht und später im Rahmen einer ökumenischen Feier wiederbestattet.
Der zweitälteste Sohn war Georg Christoph Teufel Freiherr zu Gundersdorf (1558–1608). Bei seiner Kavalierstour war er ab 1575 in Italien, wo er über ein halbes Jahr in Siena „Consiliar der deutschen Nation“ war. Am Anfang seines militärisch geprägten Lebens wurde er 1584 Burghauptmann von Wiener Neustadt, ein wichtiges Bollwerk gegen Bedrohungen aus dem Osten (Osmanen und Kuruzen). 1589 heiratet er Anna von Wallstein, deren Mitgift die Güter Taikowitz und Pullitz waren. Sein weiteres Leben war stark militärisch geprägt. Spätestens 1604 war er Oberst, dann erfolgreicher Kriegsunternehmer mit 1000 Berittenen im Dienste des Landeshauptmanns von Mähren. In Hinblick auf den Glauben war er überzeugter Protestant. Zwischen 1593 und 1596 ließ er auf einem erhöhten Platz südöstlich des Städtchens Biharzowitz (Běhařovice) eine große evangelische Kirche, die heutige Dreifaltigkeits-Kirche, mit einem 30 Klafter (57 m) hohen Turm errichten. Das Grab des Stifters befand sich in der Kirche, wobei die Grabplatte erhalten geblieben ist. Der drittälteste Sohn war Johann Christian Teufel. Von ihm ist nur bekannt, dass er kaiserlicher Rittmeister und zweimal verheiratet war.

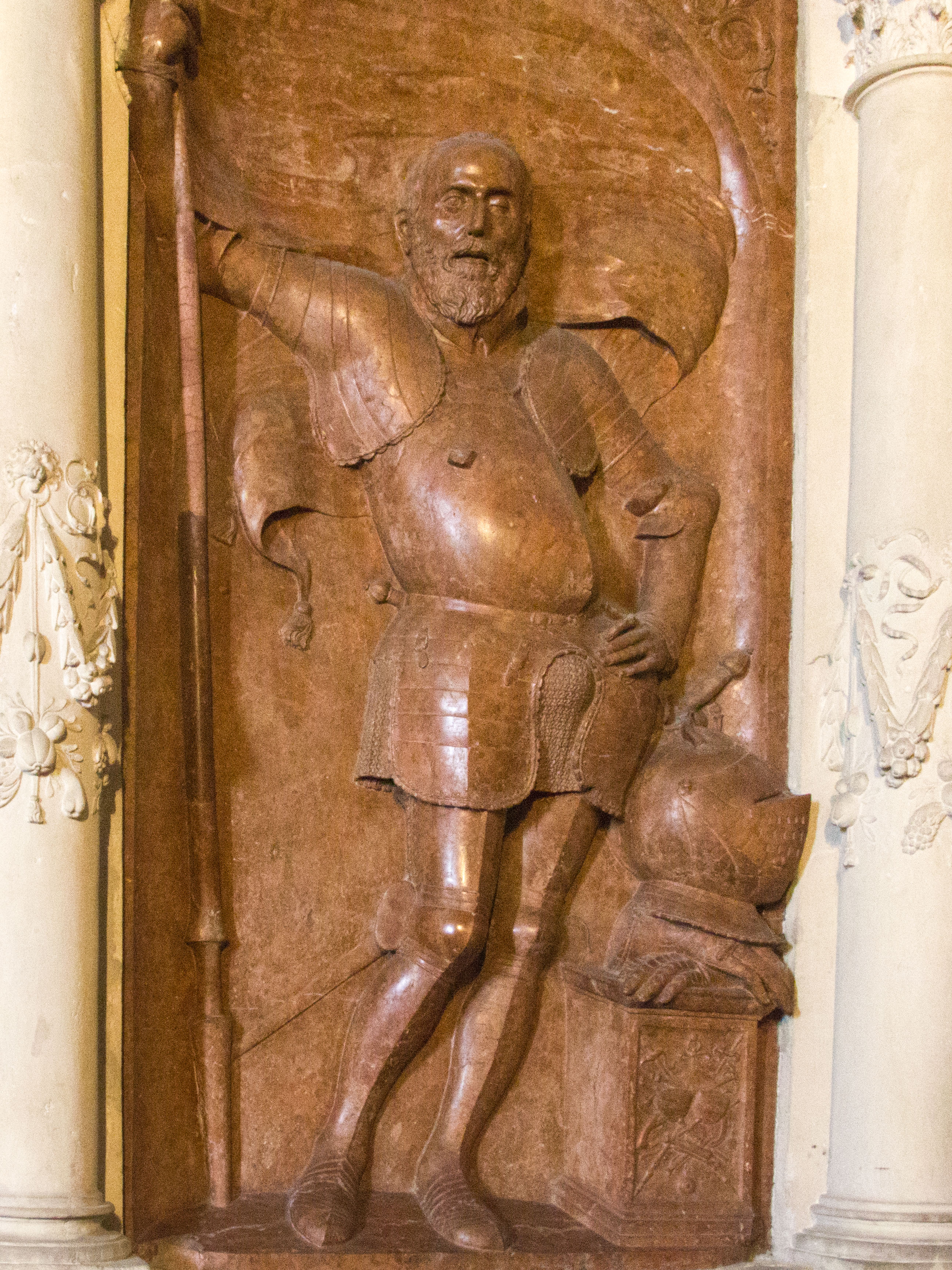
Grab des Georg Teufel († 1578) in Gars am Kamp

1581 kauften die Brüder die Herrschaft Emmerberg, die sie bis 1593 Jahre innehatten. Beim Verkauf 1593 behält sich Hans Christoph Teufel vom Gesamtkomplex der Herrschaft Emmerberg „acht underthan zu Winzendorf und zwen underthan zu Nötting“ zurück.
Der jüngste Sohn, Wolf Mathias Teufel (1569–1587), ist bei der Belagerung von Krakau im Kriegsdienst für Erzherzog Maximilian III. gefallen. Das von seinen Brüdern errichtete lebensgroße Nischendenkmal in der Winzendorfer Kirche zeigt ihn als Marmorfigur im Küraß mit Degen und Dolch, goldbeschlagenem Rock mit Halskrause in „Ewiger Anbetung“ vor einem Holzkreuz mit Blick zum Altar.
Der Sohn von Johann Christoph, Ehrenreich Teufel Freiherr zu Gundersdorf, war Kammerherr Albrechts von Wallenstein und entging bei dessen Ermordung nur zufällig dem Tod. Sein Bruder Christoph Adolph Teufel Freiherr zu Gundersdorf, Nachfolger auf Pitten, Frohsdorf und Aichbichl wurde nicht mehr in Winzendorf beigesetzt. Er war, wie sein Vater katholisch. Er scheint als Grundherr und Kriegsunternehmer nicht sehr erfolgreich gewesen zu sein, da er keine höhere Stellung erreichte und eine Hypothek auf das Gut zu Lanzenkirchen aufnehmen musste. Er überlebte seine drei Kinder, womit die älteste Line der Teufel mit seinem Tod 1652 ausstarb. Besitznachfolger in Pitten und Frohsdorf wurden die Hoyos.

### Linie Guntersdorf

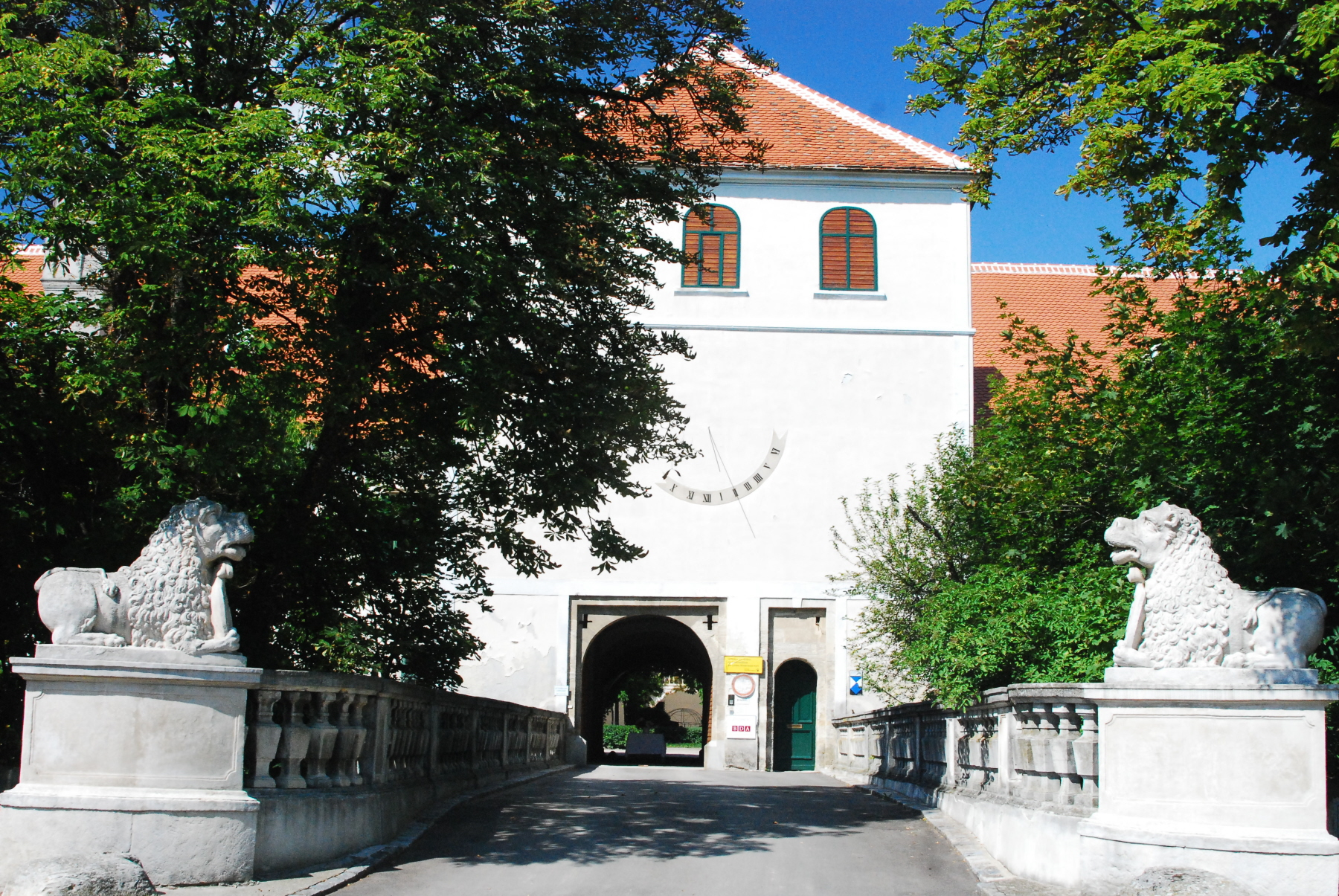
Schloss Guntersdorf

Die Linie Enzersdorf-Guntersdorf (auch Teuffel von Gundersdorf) etablierte sich im Viertel unter dem Manhartsberg, am Rande des Marchfelds und im eigentlichen Weinviertel. Sie war die reichste der Linien, büßte aber ihre einflussreiche Stellung in der Gegenreformation ein. Andreas Teufel Freiherr auf Gundersdorf und Bockfließ (1516–1592), der Bruder von Christoph Teufel, übernahm die Herrschaft Gundersdorf, die er ursprünglich gemeinsam mit seinen Brüdern von Johann von Weißpriach Graf von Forchtenstein erworben hatte. Der eifrige Protestant diente dem Kaiser als Kriegsoberst in Raab (Győr) und Preßburg (Bratislava), soll bei den Schmalkaldischer Kriegen beteiligt gewesen sein und kämpfte für Ferdinand II. (Tirol) gegen die Türken. Er hatte sein Leben lang gute Verbindungen zum Innsbrucker Hof und einen sehr guten Ruf als Militär. Er führte auf seinen Gütern Guntersdorf, Bockfließ und Enzersdorf an der Fischa die Evangelische Lehre ein und unterhielt mehrere Prädikanten. In Guntersdorf und Großnondorf entstanden öffentliche protestantische Kirchengemeinden.
Von seinen fünf Kindern erreichten Karl und Rudolf das Erwachsenenalter, wobei Karl der Erbe von Enzersdorf und der größere Besitz, Guntersdorf, an Rudolf ging. Als konsequent protestantisch gebliebener Adel konnte sie um 1600 allerdings keine öffentlichen Ämter, kaiserliche Vertrauensstellen oder Regierungspositionen mehr erlangen und mussten sich auf die Verwaltung ihrer Güter zurückziehen. Während Karl durch seinen vehementen Protestantismus ins Abseits geriet, konnte Rudolf Guntersdorf ausbauen und scheint nicht in den Ächtungsdekreten aufgeschienen zu sein, obwohl er 1620 die Erbhuldigung Kaiser Ferdinands II. boykottierte. In der Guntersdorfer Kirche setzte er wieder einen katholischen Priester ein, nicht jedoch in der Schlosskirche. Karls Sohn Maximilian, ebenfalls Protestant und Obrist unter König Gustav II. Adolf von Schweden, fiel 1631 im Dreißigjährigen Krieg bei Leipzig. Auch in Guntersdorf waren die Schäden durch die schwedischen und kaiserlichen Kriegsoperationen enorm. Von den 407 untertänigen Bauernhöfen waren fast 20 Jahre nach Kriegsende erst 261 in der Lage, Abgaben zu liefern. Viele Häuser waren verödet oder die Bewohner gingen dem „Bettelbrodt“ nach. Guntersdorf ging nach dem Tod Karls an seine Witwe Polix von Eitzing und die Töchter Maria Barbara, Judith, Polixenia und Potentina. Die Schwestern setzen die Gutsverwaltung im Sinne des Vaters fort und versuchten den Protestantismus bei der mehrheitlich katholischen Bevölkerung durchzusetzen. Nach dem Tod der letzten Schwester ging die Herrschaft an Otto Christoph aus der Linie Gars-Eckartsau, ebenfalls ein „verbissener“ Protestant. Die Teufel verkauften den Besitz 1684 an Johann Karl von Serenyi.

### Linie Gars-Eckartsau

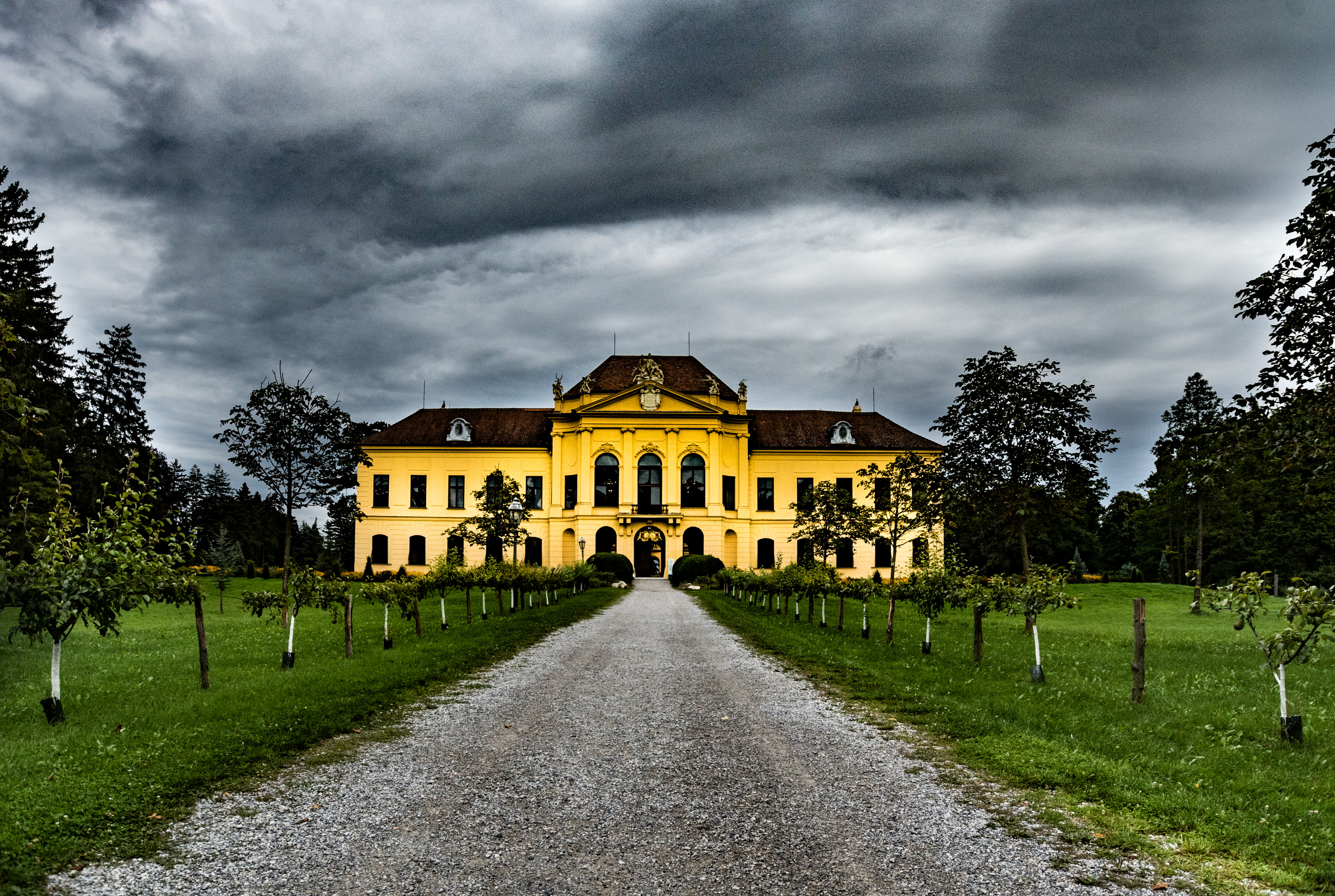
Schloss Eckartsau

Georg Teufel der Ältere, Freiherr zu Gundersdorf und Eckartsau (1512–1578) war der dritte Bruder des Herrn Christoph zu Winzendorf, in dessen Besitz sich die Pfandherrschaft Gars sowie die Güter Eckartsau und Essling befanden. Er wurde als Reiteroberst 1537 von den Türken gefangen und nach Konstantinopel gebracht, von wo er durch kaiserliche Intervention und Lösegeld seines Vaters wieder frei kam. Für seine Verdienste bekam er vom Kaiser die einträgliche Pfandherrschaft Gars. Er schloss drei Ehen mit Frauen aus damals führenden Adelsgeschlechtern des Reiches, aus den Häusern Windisch-Graetz, Sinzendorf und Puchheim. 1562 wurde er Stadtoberster und Kommandant von Wien. Die Verleihung des Freiherrntitels an die Teufel 1556 dürfte vor allem auf seine Verdienste zurückzuführen sein. Durch Pfandherrschaft und Ämter konnte er seinen Reichtum beträchtlich steigern und die Herrschaft Eckartsau mit Jagdrechten kaufen. Er liegt bei der Pfarrkirche Thunau am Kamp begraben. Sein ältester Sohn Matthäus erbte die Pfandherrschaft Gars, Enzersdorf und Eckartsau fielen an zweitgeborenen Sohn Michael. Der dritte Sohn Maximilian, überzeugter Katholik wie sein Vater, wurde Geistlicher und Jesuit. Matthäus Teufel Freiherr zu Gundersdorf hatte mit seinen Untertanen wegen hoher Steuern und der Einsetzung protestantischer Prädikanten zahlreiche Streitigkeiten. Als er 1608 starb, war ein Streit mit den Chorherren des Stiftes Reichersberg noch unentschieden, wo es um verpachtete Stiftszehente ging, die durch die Geldentwertung nur mehr wenig einbrachten. Die Pfandherrschaft wurde von der Hofkammer nach seinem Tod an Erzherzog Maximilian von Österreich verkauft.

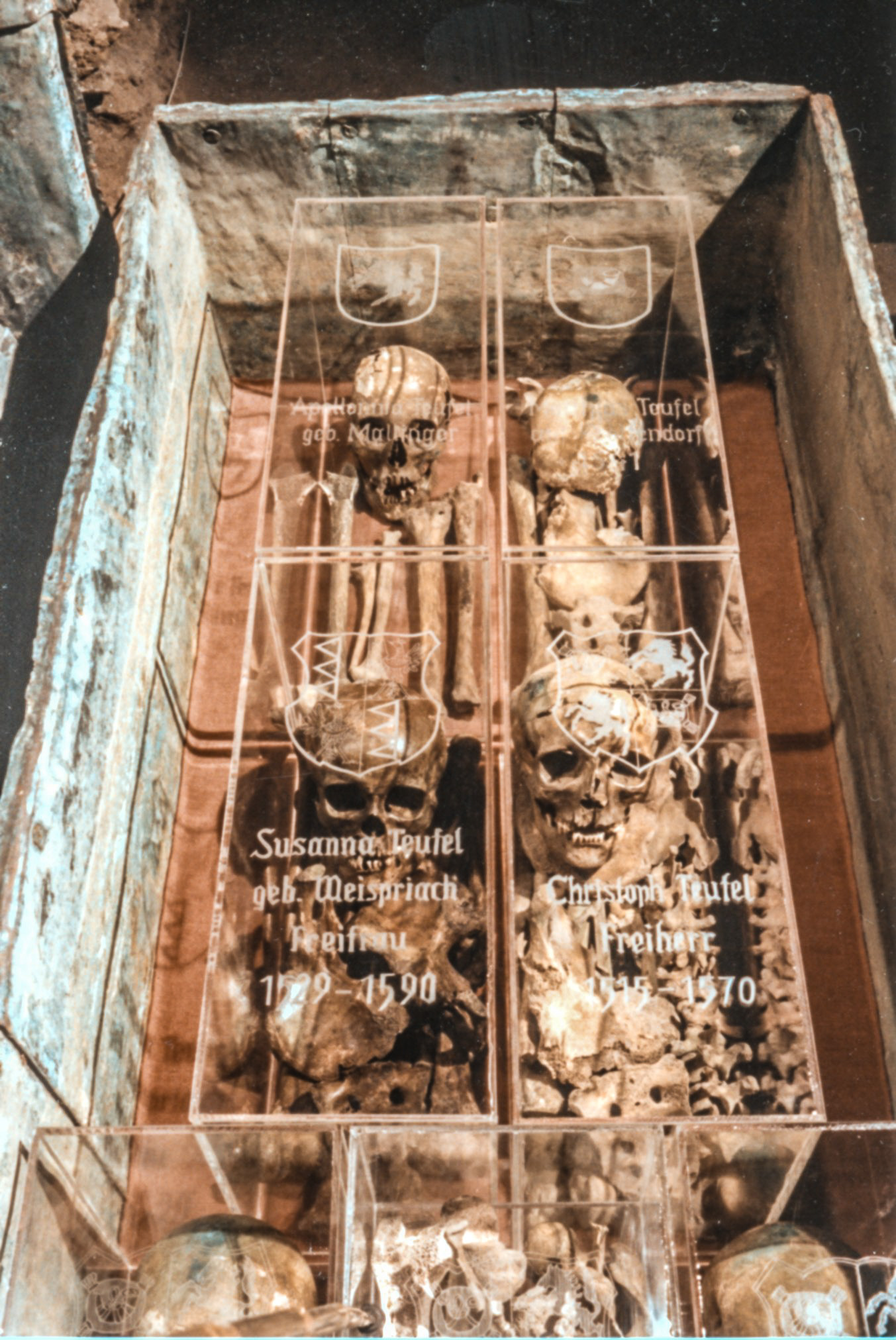
Wiederbestattung Familie Teufel im Zuge der Restaurierung 1989

Michael Teufel Freiherr zu Gundersdorf († 1590) kam bei seiner Kavalierstour in den 1570er Jahren an die Universitäten Padua, Bologna und Siena, wo er 1575/76 Consiliar der deutschen Nation war. Aus Italien brachte er auch das Gedenkbuch der Teufel nach Österreich, welches später Bekanntheit erlangte. Er machte Karriere am Hof, u. a. als Mundschenk des Kaisers Rudolf II. und erhielt aufgrund seiner Kenntnisse des Römischen Rechts den Posten eines Regenten der niederösterreichischen Landesregierung. Er blieb zeitlebens katholisch und ist in der Seitenkapelle der Kirche zu Gars begraben. Bis 1619 übernahm seine Witwe Potentiana geb. von Eitzing die Eckartsau, damals mit über 10 Orten mit 726 Untertanen.
Auch der ältere Sohn, Georg Teufel der Jüngere, Freiherr zu Gundersdorf († 1642), studierte in Siena und Bologna und wurde 1600 Consiliar der deutschen Nation. Bis zur Teilung 1616 führte er den elterlichen Besitz gemeinsam mit seinem Bruder Otto. Georg behielt das einträgliche Dorf Esslingen, hatte jedoch Schulden aufgrund von früheren Missernten auf Gut Eckartsau. 1904 wurde er Regimentsrat, 1611 Kämmerer von König Mathias und 1620 Vize-Landmarschall. Seine wirtschaftliche Lage besserte sich nicht und er musste 1622 den Kaiser Ferdinand II. um ein Gnadengeld bitten und er bekam aufgrund seiner bisherigen Verdienste 15.000 Gulden. 1640 wurde er Statthalter von Niederösterreich. Er soll in der Wiener Franziskanerkirche begraben sein. Mit seiner Frau Elisabeth von Puchheim hatte er 14 Kinder.
Der jüngere Sohn Otto Teufel Freiherr zu Gundersdorf († 1673) war überzeugter Protestant und machte seine Kavalierstour wohl aus diesem Grund im Norden Deutschlands, wo er u. a. in Tübingen studierte. Sein Erbe war das Schloss und Gut Eckartsau. Er erhielt wie sein Bruder einen kaiserlichen Zuschuss, allerdings nur in der Höhe von 5.000 Gulden. 1624 hatte er bereits Schulden von 10.000 fl und musste 1639 an Graf Khuen von Belasy verkaufen. Durch seinen Glauben und sein öffentliches Eintreten dafür erhielt er keine einträglichen Hofämter und blieb nur Oberstjäger- und Oberstfalkenmeister. Mit seiner Frau Regina Elisabeth von Cocin hatte der drei Kinder, welche die letzten Mitglieder der Teufel waren.
Otto Christoph Teufel auf Gundersdorf (1614–1690), der einzige Sohn, wurde protestantisch erzogen und nach Preßburg in die Schule geschickt. Nach Reisen in die Niederlande, Frankreich und Italien trat er den kaiserlichen Kriegsdienst an, zuletzt 1656 als Obrist-Wachtmeister. Seine Eltern verlangten seine Heimkehr, um die Verwaltung der väterlichen Herrschaften zu übernehmen. Nach dem Tod der letzten Teufel Schwester aus der Linie Enzersdorf-Gundersdorf war das Gut in Familienbesitz gekommen. Otto Christoph beschäftigte sich intensiv mit der Umsetzung von theoretischen Grundlagen der Gutswirtschaft, konnte die Erträge deutlich steigern und versuchte, ein möglichst autonomes Herrschaftsgebiet zu etablieren, in dem alles was möglich war selbst erzeugt und geschaffen wurde. Aufgrund der Glaubensbeschränkungen durch die Katholiken sah er sich letztlich gezwungen, Gundersdorf weit unter Wert um 198.000 fl. an Johann Carl Graf von Sereini zu verkaufen. Hochbetagt wanderte er 1688 nach Sachsen aus, wo er von Kurfürst Johann Georg III. zum Geheimen Rat ernannt wurde. Mit seinem Tod starb 1690 die Familie aus. Eine gezielte Ausschaltung und Entmachtung protestantischer Familien in der Gegenreformation war keine Ausnahme. Ähnlich erging es den oberösterreichischen Freiherren Jörger von Tollet oder früher dem protestantischen Zweig der Khevenhüller in Kärnten, Familien, die mit den Teufel auch verwandtschaftlich verbunden waren.

## Wappen
- Ältestes Siegel von 1362: Ein Jagdhorn mit oberwärts geschlungenem Bande[44]
- Stammwappen: In Rot ein silbernes Kissen, die vier Ecken mit goldenen Knöpfen und silbernen Quasten besetzt, belegt mit einem schwarzen Jagdhorn mit vier goldenen Beschlägen u. einem oberwärts einmal geschlungenem schwarzen Band. Auf dem gekrönten Helm mit rot-silbern Helmdecken das Kissen auf die Spitze gestellt.
- Freiherrnwappen von 1547: geviertes Schild, in 1 und 4 das Stammwappen (Rot mit Kissen), in 2 und 3 das Wappen der Mallinger, in Gold ein rechts aufspringendes schwarzes Pferd. Zwei gekrönte Helme, der rechte wie im Stammwappen, der linke das schwarze Pferd wachsend. Helmdecken rot-silbern und schwarz-golden.

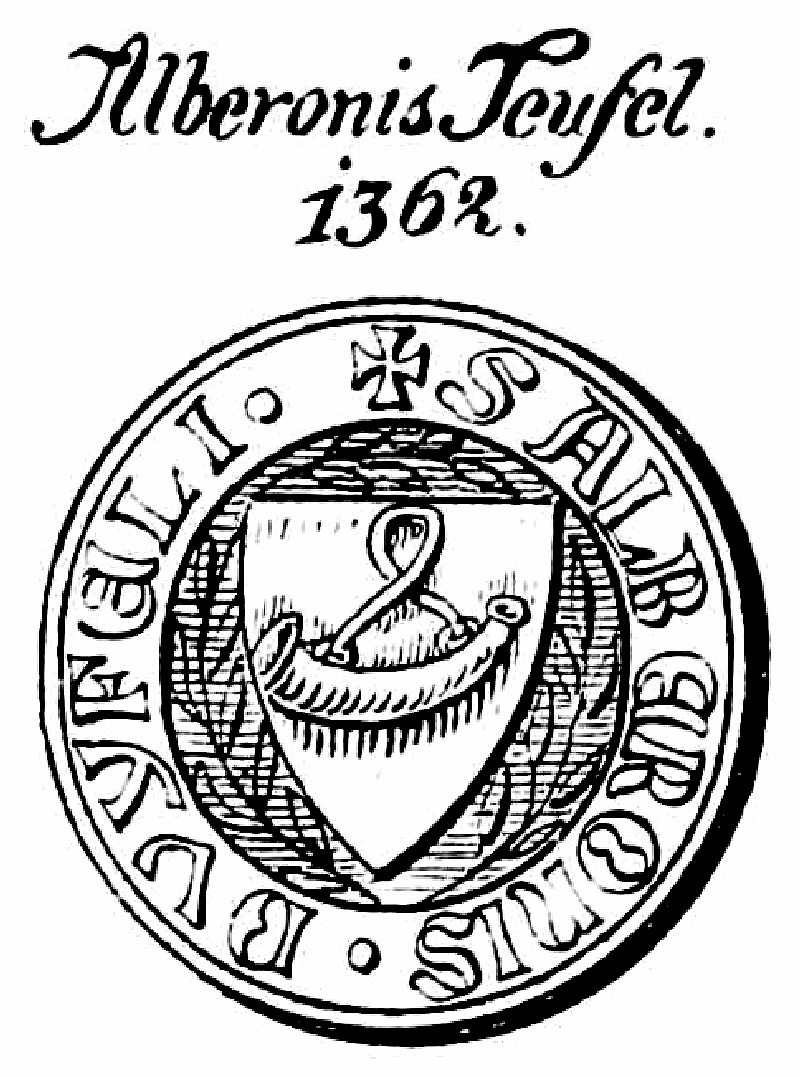
Siegel des Alberonis Teufel von 1362
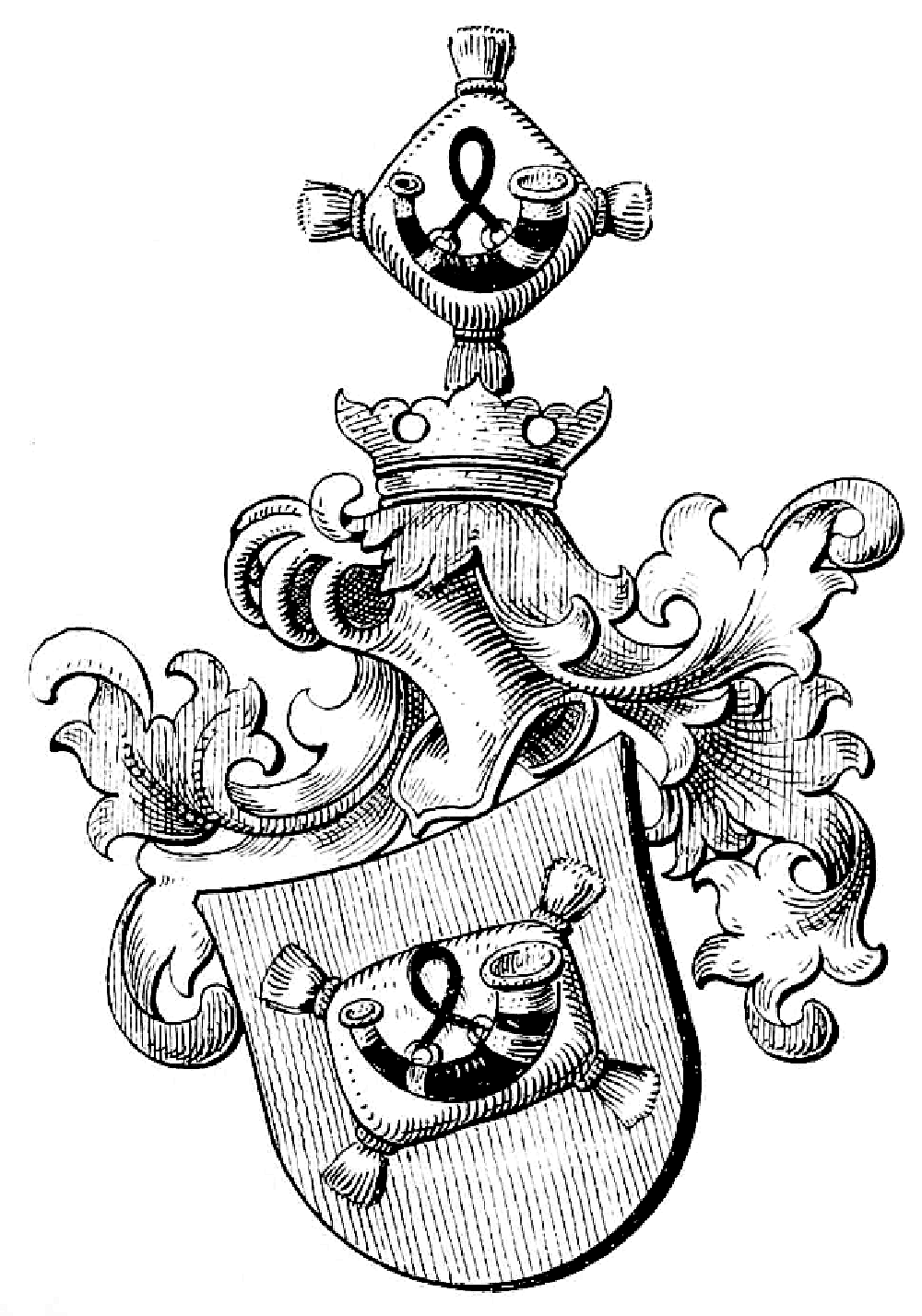
Stammwappen derer von Teufel in Siebmacher’s Wappenbüchern
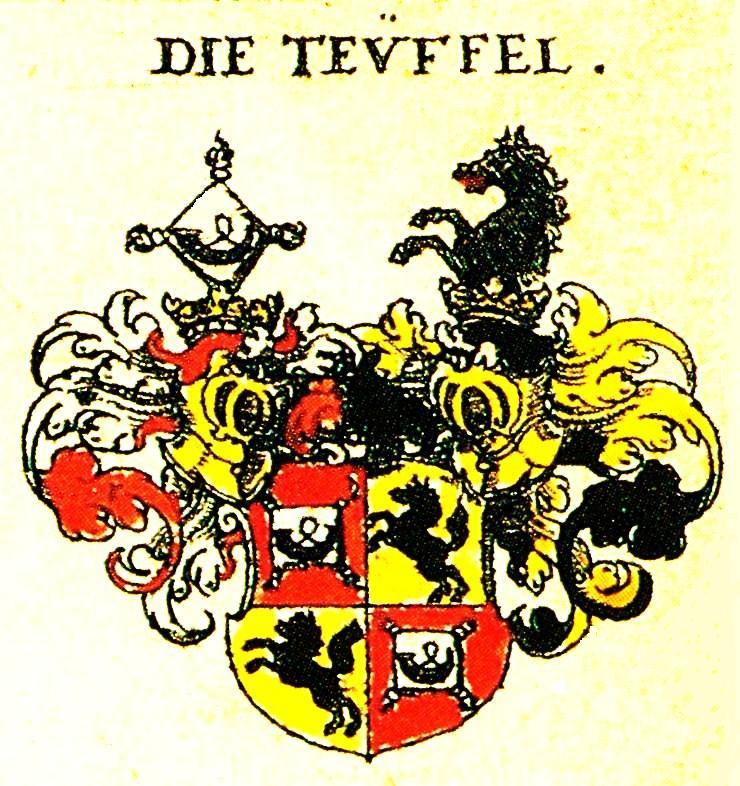
Freiherrnwappen aus Siebmachers Wappenbuch von 1605
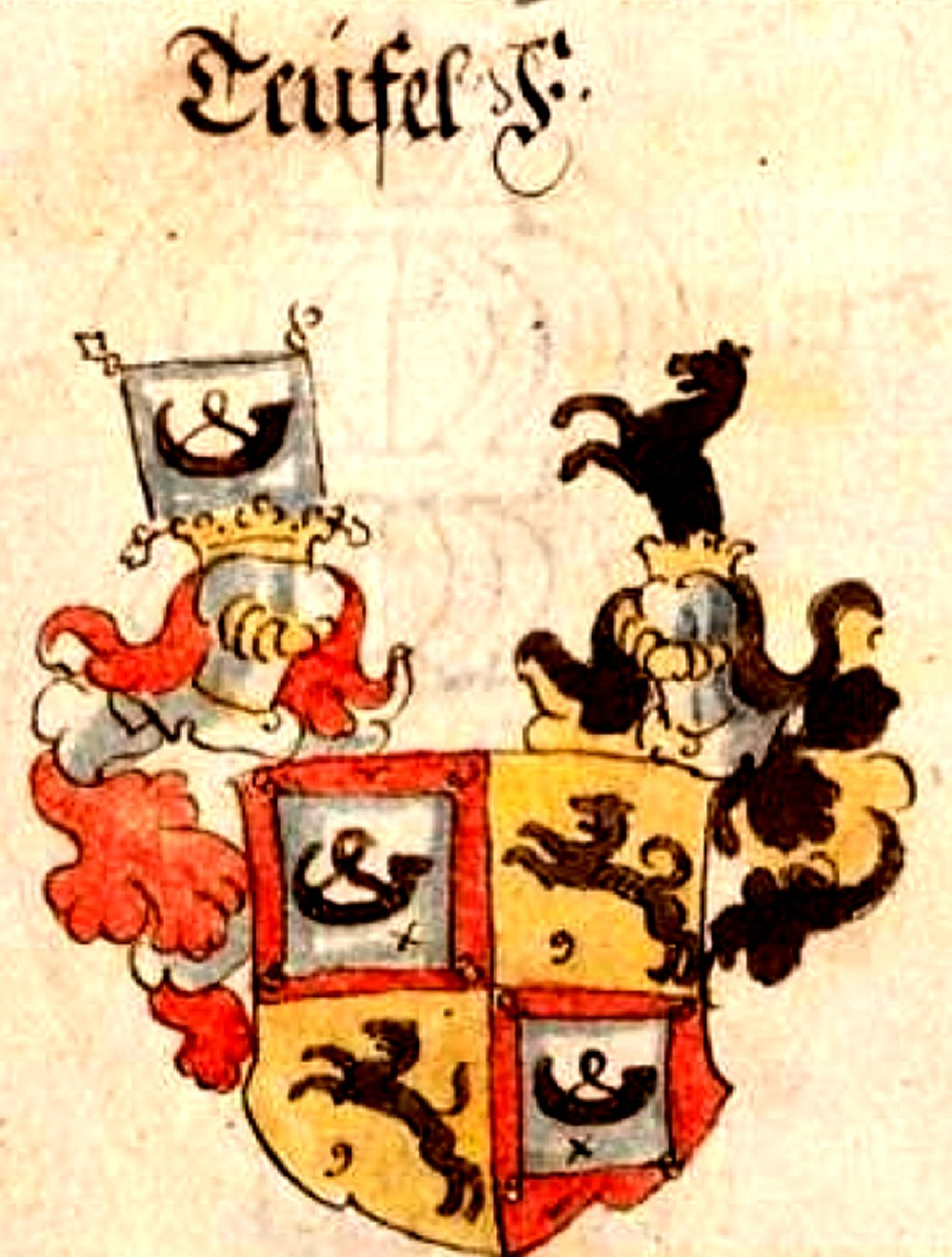
Freiherrnwappen aus Wappenbuch

Nach der Auswanderung des letzten Teufel wurde das Jagdhorn des Wappens in jenes des Grafen Zinzendorf auf Pottendorf übernommen, der 1687 Otto Christophs Tochter Maria Elisabeth geheiratet hatte. Das Jagdhorn der Teufel ist neben dem Eimer der Emmerberger heute Bestandteil des Gemeindewappens der Marktgemeinde Winzendorf-Muthmannsdorf.